# Иковское (Курганская область)
Иковское — деревня в Белозерском районе Курганской области России. Входит в состав Рычковского сельсовета.

## География
Деревня находится на севере области, в лесостепной зоне, на левом берегу реки Тобол, к востоку от автодороги Р254, на расстоянии примерно 18 километров (по прямой) к югу от села Белозерского, административного центра района. Абсолютная высота — 65 метров над уровнем моря.
Климат
Климат характеризуется как континентальный с холодной малоснежной зимой и тёплым сухим летом. Среднегодовая температура — 2 °C. Средняя температура воздуха самого тёплого месяца (июля) составляет 20 °C (абсолютный максимум — 41 °C); самого холодного (января) — −17 °C (абсолютный минимум — −48 °C). Среднегодовое количество атмосферных осадков составляет 385 мм, из которых 290 мм выпадает в период с апреля по октябрь. Устойчивый снежный покров держится в течение 145 дней.

## Население
| 1912 | 1926 | 1989 | 2002 | 2010 |
| ---- | ---- | ---- | ---- | ---- |
| 620  | ↗784 | ↘58  | ↘55  | ↘51  |

Гендерный состав
По данным Всероссийской переписи населения 2010 года в гендерной структуре населения мужчины составляли 58 %, женщины — соответственно 42 %.
Национальный состав
Согласно результатам Всероссийской переписи населения 2002 года, в национальной структуре населения русские составляли 94 %.